# Димитър Ацев
Димитър Ацев Шуманов е български комунист, деец на Българската комунистическа партия.

## Биография
Ацев е роден на 15/29 октомври 1893 година в малешевската паланка Берово, което тогава е в Османската империя, в бедно гурбетчийско семейство. Завършва българското педагогическо училище в Скопие.
В 1912 година става член на БРСДП (т.с.). В 191 - 1914 година учителства в село Босилово, Струмишко. Участва в Първата световна война и във Владайския метеж.
След войната е учител в село Скрът, а от 1920 до 1921 година е учител в село Крупник, където основава група на БКП. Избран е за секретар на Окръжния комитет на партията в Горна Джумая. В Горна Джумая Ацев развива широка просветна дейност - пише в „Работнически вестник“, създава театрална група към читалището, формира и дирижира комунистически духов оркестър, слага начало на футбола в града. В 1921 година е уволнен като учител.
В 1923 година участва в подготовката на Септемврийското въстание, като по време на бунта командва чета в Горноджумайския отряд. Заловен е и обесен от членове на ВМРО в центъра на Горна Джумая заедно с Никола Лисичев и Стамен Велинов.